# Джуварлы
Джуварлы (азерб. Cuvarlı) — село в одноимённой административно-территориальной единице Физулинского района Азербайджана, расположенное в предгорье, в 7 км к юго-западу от города Физули.

## Топонимика
Название села происходит от названия азербайджанского племени джуварлы. В старину в Азербайджане джуварами также называли людей, следящих за дележом воды.
Слово джувар пришло из армянского языка. По А. Мкртчяну, оно буквально означает ‘распорядитель воды’ (джу(джур)-вода + вар(варох, варич)-распорядитель, начальник) по типу слова мираб (от араб. мир — господин и перс. аб — вода). 
Фамилии Джуварлы и Джуварлинский многих азербайджанских видных личностей происходят от топонима Джуварлы. К примеру, первый Народный комиссар просвещения Азербайджанской ССР Мамед Джуварлинский, педагог Джавад Джуварлинский, один из первых азербайджанских ветеринаров Мехди Джуварлы являлись уроженцами села Джуварлы.

## История
В годы Российской империи село Джуварлы входило в состав Джебраильского уезда Елизаветпольской губернии. По данным «Свода статистических данных о населении Закавказского края, извлеченных из посемейных списков 1886 года» в селе Джуварлы Каргабазарского сельского округа Джебраильского уезда Елизаветпольской губернии было 23 дома и проживало 150 азербайджанцев (указаны как «татары»), которые были шиитами по вероисповеданию. Из них 77 были беками, остальные — крестьянами.
В период СССР село было центром одноимённого сельсовета Физулинского района Азербайджанской ССР. В результате Первой карабахской войны в августе 1993 года перешло под контроль непризнанной Нагорно-Карабахской Республики.
17 октября 2020 года в видеообращении к нации президент Азербайджана Ильхам Алиев объявил, что азербайджанская армия освободила город Физули, а также сёла Кочахмедли, Чиман, Джуварлы, Пирахмедли, Мусабейли, Ишыглы и Дедели Физулинского района.

## Население
В 1986 году в селе проживал 351 человек.

## Экономика
Население села занималось животноводством, возделыванием пшеницы и виноградарством.

## Культура
В селе были расположены восьмиклассная школа, клуб, библиотека, детский сад, медицинский пункт.